# Xã Mountain, Quận Howard, Arkansas
Xã Mountain (tiếng Anh: Mountain Township) là một xã thuộc quận Howard, tiểu bang Arkansas, Hoa Kỳ. Năm 2010, dân số của xã này là 388 người.